# Michele Marieschi
Michele Marieschi, né en 1710 à Venise, où il est mort en 1743, est un peintre et graveur vénitien du XVIIIe siècle, élève probable de Canaletto. Comme lui, il peignit des vedute, c'est-à-dire des panoramas précis et détaillés.

## Biographie
La vie de Michele Marieschi est peu connue. Fils d'un graveur sur bois, il est généralement considéré comme un élève de Canaletto, et débuta en peignant des décors de théâtre, comme beaucoup de peintres vénitiens de l'époque.
Il séjourna également en Allemagne, dont il revint entre 1730 et 1735. De 1735 à 1741, il fut inscrit à la Fraglia dei Pittori, la guilde des peintres vénitiens.

## Œuvres
De nombreuses œuvres aujourd'hui attribuées à Michele Marieschi ont d'abord été attribuées à Canaletto. À partir de 1741, il réalise une série de gravures représentants Les plus belles vues de Venise. Elles témoignent d'une technique extrêmement précise et constituent un document irremplaçable sur les us et coutumes de Venise à l'époque.
Ses œuvres les plus connues sont :
- Campo Santi Giovanni e Paolo, Venezia (entre 1730 et 1740), peinture à l'huile, musée Capodimonte de Naples.
- Vue de Venise avec l'Église de la Salute, huile sur toile, 62 × 97 cm, musée Capodimonte, Naples[2].
- L'Entrée du Grand-Canal et l'église de la Salute (entre 1735 et 1740), peinture à l'huile, musée du Louvre, initialement attribuée à Canaletto.
- Caprice avec un obélisque (1735-1741), huile sur toile, 55 × 83 cm, Gallerie dell'Accademia de Venise[3].
- Caprice avec un arc classique et des chèvres (1735-1741), huile sur toile, 55 × 83 cm, Gallerie dell'Accademia de Venise[4].
- Cour de palais avec escalier (1730-1740), huile sur toile, 36 × 55 cm, Gallerie dell'Accademia de Venise[5].
- Église Santa Maria della Salute, Venise (entre 1740 et 1741), peinture à l'huile, Institut d'art de Chicago, initialement attribuée à Canaletto.
- Magnificentiores Selectioresque Urbis Venetiarum Prospectus (1741), série de 21 gravures représentant Venise.
- Vue de l'église de la Salute à Venise, musée national des beaux-arts d'Alger, Alger.

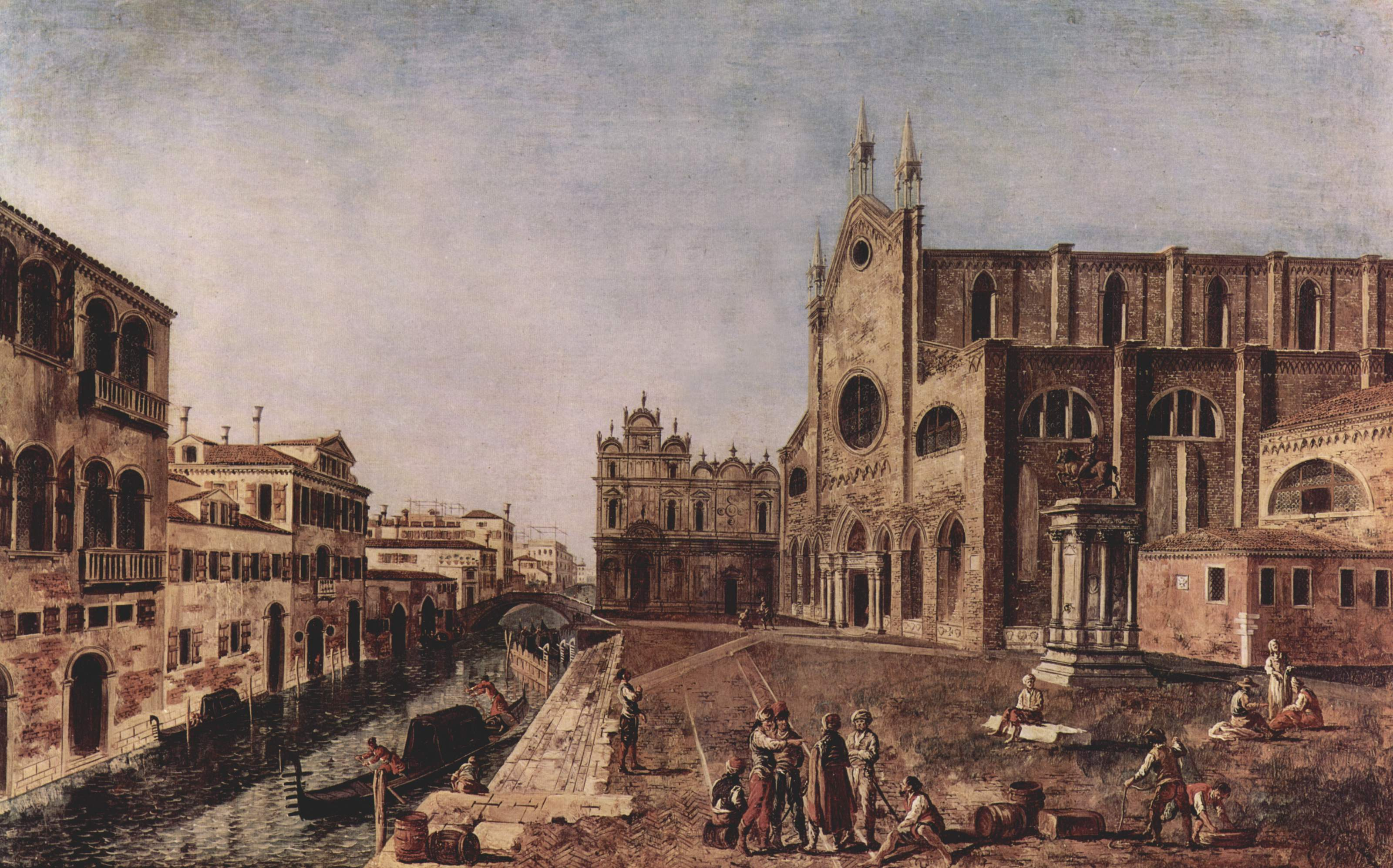
Campo Santi Giovanni e Paolo
Caprice avec un édifice gothique et un obélisque, Galeries de l'Académie de Venise
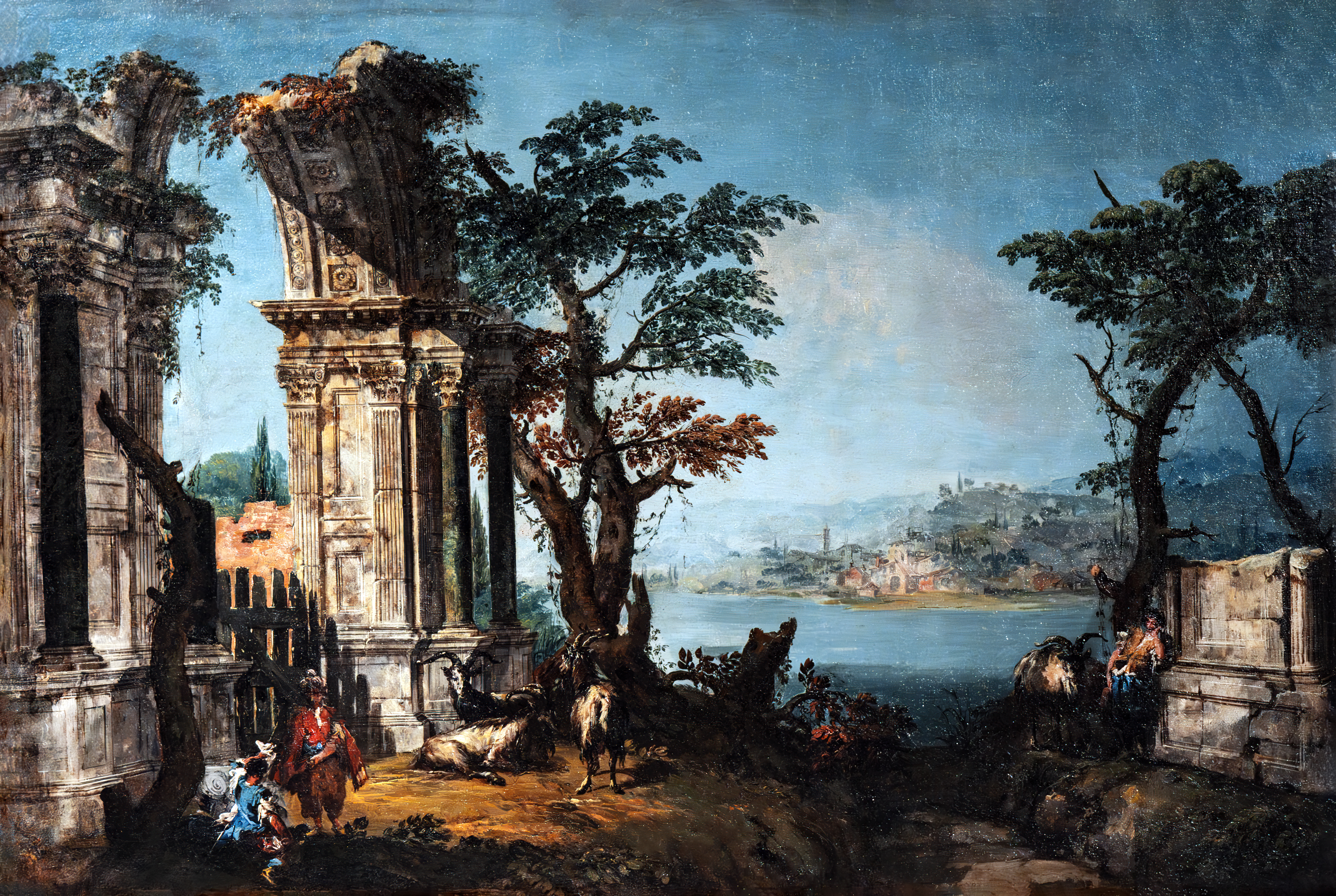
Caprice avec un arc classique et des chèvres, , Galeries de l'Académie de Venise
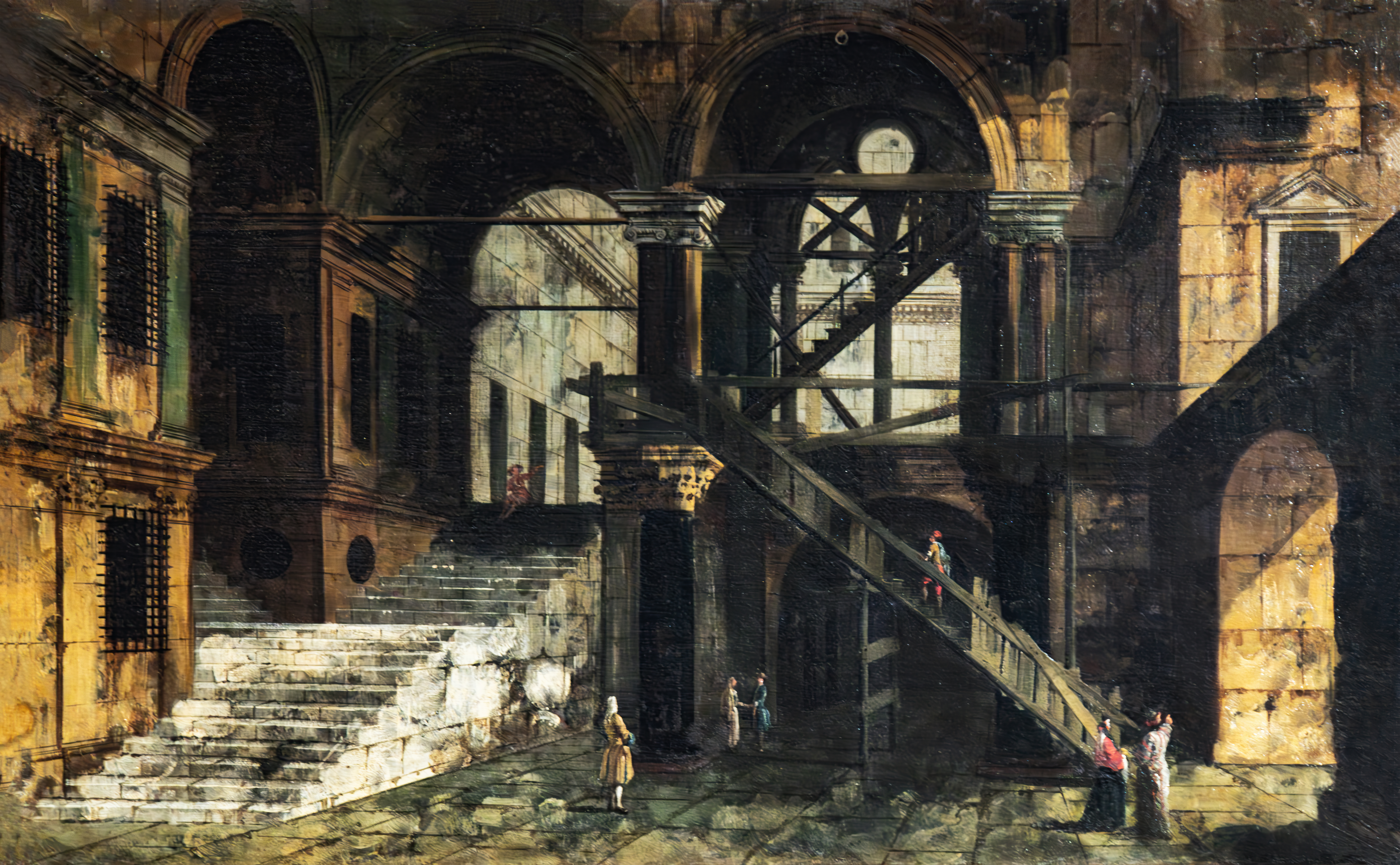
Cour de palais avec escalier, Galeries de l'Académie de Venise
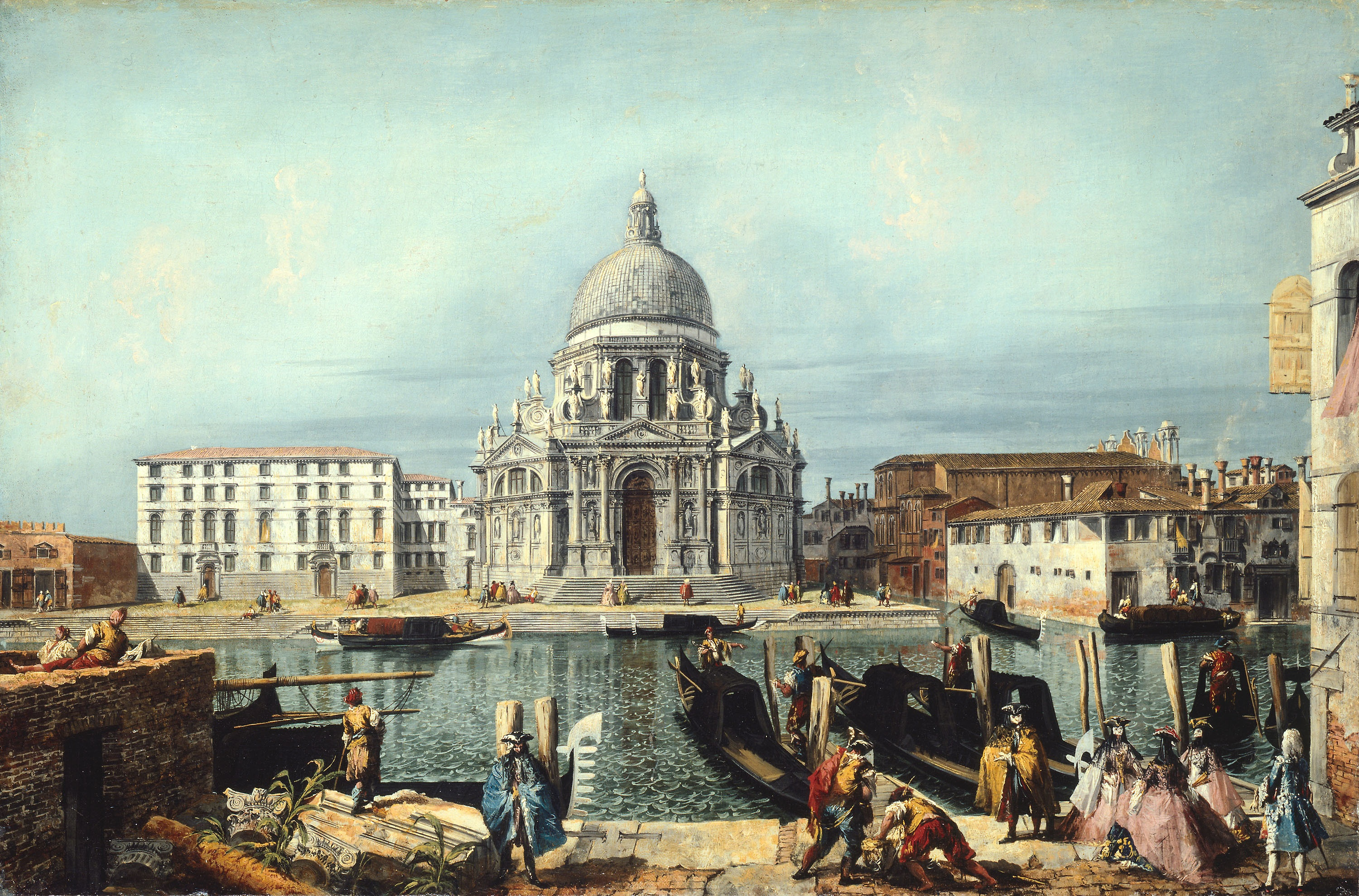
Église Santa Maria della Salute, Art Institute of Chicago.